# LMArena
LMArena (раніше Chatbot Arena) — це публічна вебплатформа, яка оцінює великі мовні моделі (LLM) через анонімні парні порівняння, створені за участю користувачів. Користувачі вводять запити, на які відповідають дві анонімні моделі, після чого голосують за ту, що надала кращу відповідь. Після голосування розкриваються назви моделей. Також користувачі можуть самостійно обирати моделі для тестування.
LMArena популярна в індустрії штучного інтелекту, адже провідні компанії надають свої великі мовні моделі, такі як GPT-4o, o1, Gemini, і Claude, та використовують отримані рейтинги для їх просування. Зокрема, китайська компанія DeepSeek тестувала свої прототипи моделей на LMArena за місяці до того, як їхня модель R1 привернула увагу західних ЗМІ. Сайт навіть використовувався для попереднього показу майбутніх моделей. Однак методологія оцінки великих мовних моделей на LMArena була предметом академічного аналізу, який виявив певні обмеження та запропонував напрями вдосконалення. Платформа згодом оновила методологію відповідно до поточних досліджень через оновлення політики.